# Луизенталь
Луизенталь (нем. Luisenthal) — община в Германии, в земле Тюрингия. 
Входит в состав района Гота.  Население составляет 1304 человека (на 31 декабря 2010 года). Занимает площадь 30,59 км².